# Balmonte
Balmonte (castellà: Belmonte de Miranda) és un conceyu de la Comunitat autònoma del Principat d'Astúries. Limita al nord amb Salas, a l'est amb Grado, al sud amb Somiedo i Teberga i a l'oest amb Tinéu. La capital del concejo és Belmonte.
La seva capital Belmonte es troba a 200 metres sobre el nivell del mar, encara que el seu territori supera en un 70%, la mitjana de 800 metres. Té una extensió de 208 km². L'AS-227 creua longitudinalment tot el sector occidental, i és la seva principal via de comunicació. Aquest concejo està a 56 quilòmetres de la capital d'Astúries, i compte amb una població, actualment, de 1.957 habitants.

## Història

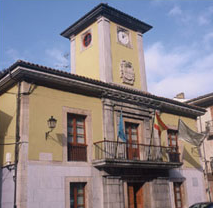
Ajuntament de Belmonte de Miranda.

Són escasses les notícies sobre els primers assentaments humans que van habitar aquestes terres, però es té constància de l'existència d'una necròpoli a Balbona, encara que no es van trobar restes d'aixovars. La troballa més important és l'aparició d'un ídol a Llamos, encara que sense context arqueològic, i és difícil la seva datació, únicament comparant-los amb altres similars que es podrien datar en l'edat de bronze. La cultura castrenya hi té poques restes, identificant-se al pic Cervera un castro que potser és una antiga torre romana.
Sí que hi ha moltes restes romanes, tal vegada a causa de tota l'explotació aurífera portada a terme en aquesta zona. Hi ha una via romana que unia Astúries amb la Meseta (Camí Reial de la Mesa), fou anteriorment una via natural, utilitzada des de la Prehistòria recent. Aquesta via va ser ell més important encreuament de cultures, per aquí van passar: centúries romanes, hosts àrabs, peregrinació jacobea, etc. Resulta complicat datar històricament el nom de Miranda al de Belmonte, va aparèixer en l'edat mitjana com un territori que més o menys podria estar en aquesta zona. La història d'aquest concejo està unida a la construcció d'un monestir, La Vila Lapideum, fundat per la reina Velasquita esposa del rei Beremund II de Lleó, que va reunir en una sola propietat diverses disperses.
Beremund III permutà aquesta propietat amb els Comtes Pelayo Froilaz i Idontio Ordoniz, per una altra d'aquests que estava a Galícia. Aquests comtes van fundar un monestir, però els seus descendents van disgregar el patrimoni, que més tard els seus hereus ho augmentarien i simultàniament el rei Alfons VII de Castella ho va posar sota la seva protecció acreixent encara més el seu patrimoni i consolidant-lo com senyoriu territorial i jurisdiccional. D'aquest monestir de Lapedo, no queda cap pedra. Va determinar la història del concejo i el seu predomini sobre la resta de monestirs de la zona. En els actuals territoris, estaven les terres de Miranda Alta i Miranda Baja i entre ambdós el vedat abacial de Santa María de Lapedo, després havia dues jurisdiccions, la primera amb capital a Selviella i el segon el de Lapedo, on havia un petit poblat que s'anomenava. Les gents que estaven en les terres monàstiques vivien sota una fèrria jurisdicció dels abats, mentre que qui habitaven Miranda, tenien representants propis en la Junta General del Principat.
En 1827 el vedat passa a ésser per decret agregat al concejo de Miranda, en ser la vila de Belmonte més important i estar millor situada, establint-se en ella el cap del partit judicial. La història d'aquest concejo roman unida al monestir fins al segle xix, monopolitzant els monjos, no només terres sinó també dominant als seus habitants, donant-se el cas que no podien contreure matrimoni sense el permís dels abats. Aquesta fèrria actitud es va acabar, amb el decret de la desamortització de Mendizábal, que va fer que la revenja de la pagesia fos ràpida i s'apressés a no deixar pedra sobre pedra del convent de Lapedo. En aquelles circumstàncies molt poques famílies eren lliures i les quals eren pertanyien a la noblesa secundària. El major col·lectiu el constituïen, els vaqueiros d'alçada, a qui se'ls cedia l'explotació de pastures i ramats, que van anar adquirint progressivament la propietat dels ramats, més que de les terres, sobretot perquè les pastures van adquirir propietat comunal, al pujar totes les persones a les mateixes pastures de la muntanya.
La història d'aquest concejo sempre ha estat ramadera, si es destaca com parèntesi, la construcció per Hidroeléctrica del Cantàbric del Salt de Miranda, que va donar al concejo una època de bonança, recordada com "l'època de les obres", ja que va ser tal la quantitat de llocs de treball, més de 1.800 que van arribar de totes parts d'Astúries.

## Geografia
El concejo té un espai privilegiat des del punt de vista mediambiental, amb nombrosos espais vegetals i autòctons. El sector suroriental del concejo forma part del Parc Natural de Somiedo. La bellesa del seu ecosistema, ha obligat a les autoritats a ampliar els límits del Parc Natural de Somiedo a les terres limítrofes del concejo de Belmonte. El seu secular aïllament va permetre la seva conservació, amb una important massa arbòria, en la qual dominen les espècies forestals autòctones: boscos de roures, de espinares, de castanyers, etc.

### Orografia
La seva orografia està determinada per la Regió de Pliegues i Mantos de Somiedo, amb una antiguitat geoestructural de 350 a 550 milions d'anys, tots aquestes embranzides orogénicos van formar unes barreres de muntanyes, el principal eix de les quals, ho constituïx la conca del riu Pigueña que actua com un passadís, travessant de sud a nord tot el municipi. Els cims més importants s'arriben a en la serra de Sagí i el seu pic de major altitud és el de l'Horru que s'eleva a 1.527 metres. Altres becs d'aquesta mateixa serra són: La Chana de 1.388, Los Calostres del Pousadoiro entre 1.428 i 1.474 metres, pel nord aquesta serra es comunica amb el massís de penya Aguda, el pic de la qual més alt és El Courío de 1.017 metres. Cap al sud pel marge dret del riu Pigueña, s'alça la serra de La Bustariega, el seu pic de major altitud és la Forca de 1.488 metres que marca els límits entre els concejos de Somiedo i Belmonte.

### Hidrografía
El concejo està travessat de sud a nord per la conca del riu Pigüeña. En aquest riu es practica generalment la pesca de la truita. El Pigüeña és afluent del riu Narcea és l'altre gran riu que delimita per la zona septentrional del concejo amb Salas i en ell és habitual la pesca del salmó.

### Flora i fauna
El sector suroriental del concejo forma part del Parc Natural de Somiedo. Allí es donen una gran varietat d'espècies forestals autòctones: boscos de roures, d'espinares, de castanys, etc. Per sobre dels 800 metres abunden els esbarzers i la falguera, habitant diverses espècies com llops, guineus, teixons, cabirols, senglars i algun os bru. Dintre de la seva fauna piscícola, el rei és el salmó en els nombrosos vedats que hi ha al Narcea. Al riu Pigueña i els seus afluents, segueix havent salmons però l'espècie predominant és la truita. Aquesta recuperació ambiental és deguda a tota la política de repoblació dels rius del concejo.

## Parròquies
Els habitants del concejo es reparteixen en 66 nuclis principals i formen 15 parròquies, de les quals la més extensa és Belmonte, amb 32,1 kilòmetres quadrats i la menor Almurfe amb 5,9:
| - Augüera - Almurfe - Balmonte - Bixega - Castañéu - Cuevas - Las Estacas | - Ḷḷamosu - Lleiguarda - Montoubu - Quintana - Samartín de Llodón - Samartín d'Ondes - San Bartolomé - Vigaña |

## Economia
L'activitat econòmica d'aquesta població contínua centrada en el sector primari, presentant una agricultura dirigida bàsicament cap a l'autoabastiment. Pel que fa a la seva cabanya ramadera cada any que passa descendeix més. El sector secundari és gairebé irrellevant, recentment s'ha engegat el Projecte ric Narcea, per a l'explotació aurífera amb l'empresa Rio Narcea Gold Mines, però la seva repercussió laboral és mínima, car la major part del personal és forà. Gairebé una tercera part de la població es dedica al sector serveis, sent cada dia més freqüents els negocis d'hostaleria.

## Política
En el concejo de Belmonte de Miranda, des de 1979 ha estat governat pel PSOE de la mà del mateix alcalde, Roberto Pérez. (Vegeu Llista d'alcaldes de Belmonte de Miranda). A més, cap destacar la pèrdua de regidors en l'Ajuntament que ha sofert aquest concejo motivat per la pèrdua de població, passant en les eleccions municipals de 2003 de tenir 11 regidors a les de 2007 en les quals solament va tenir 9.
|      | PSOE | PP | IU | CDS | Altres | Total |
| ---- | ---- | -- | -- | --- | ------ | ----- |
| 1979 | 6    | 0  | 1  | 5   | 1      | 13    |
| 1983 | 7    | 3  | 1  | -   | 0      | 11    |
| 1987 | 9    | 2  | 0  | -   | 0      | 11    |
| 1991 | 8    | 2  | 1  | -   | 0      | 11    |
| 1995 | 7    | 4  | 0  | -   | 0      | 11    |
| 1999 | 7    | 4  | 0  | -   | 0      | 11    |
| 2003 | 7    | 4  | 0  | -   | 0      | 11    |
| 2007 | 5    | 4  | 0  | -   | 0      | 9     |

## Personatges il·lustres
- P. José Álvarez Fernández O.P., (16 de maig de 1890 - 19 d'octubre de 1970). Missioner Dominic. Va viure a la selva amaçònica durant 53 anys, fins a la seva mort a Lima.
- Alvaro de Cienfuegos y Sierra, (27 de febrer de 1657 - 19 d'agost de 1739). Cardenal i Arquebisbe de Roma.
- Xose Álvarez Fernández Pin, (1948-). Escriptor en asturià. Autor d'El bable de Xuanín ia outrus cuentus (1980) i Fíos de nadie (1981).
- Ángeles Villarta, escriptora, periodista i directora de novel·la curta del Setmanario d'Humor Don Venerando.